# Нелсон Перейра
Нелсон Перейра (порт. Nélson Pereira, нар. 20 жовтня 1975, Торреш-Ведраш) — португальський футболіст, що грав на позиції воротаря.
Виступав, зокрема, за клуб «Спортінг», а також національну збірну Португалії.

## Клубна кар'єра
Народився 20 жовтня 1975 року в місті Торреш-Ведраш. Вихованець футбольної школи клубу «Торренше». У дорослому футболі дебютував 1994 року виступами за команду клубу «Торреенше», в якій провів три сезони, взявши участь у 61 матчі чемпіонату.
Своєю грою за цю команду привернув увагу представників тренерського штабу клубу «Спортінг», до складу якого приєднався 1997 року. Проте в лісабонському клубі практично протягом усього часу був другим воротарем, спочатку після Петера Шмейхеля, а потім і після Рікарду. В такому статусі Нелсон виступав майже протягом 10 років. Найкращим для нього у футболці «Спортінга» став сезон 2002/03 років. Допоміг команді зайняти третє місце в чемпіонаті, після чого залишив команду. 
Після сезону 2005/06 років, Нелсон перейшов у «Віторію» (Сетубал), але в зв'язку з невиплатою заробітної плати, проблема, яка повторювалася в клубі протягом останніх сезонів до його прибуття, Нелсон залишив Сетубал. Будучи без ігрової практики протягом майже шести місяців, він приєднався до «Ештрела» (Амадора), в липні 2007 року.
«Ештрела Амадора» була знижена в класі в сезоні 2008/09 років, після тривалих фінансових проблем, незважаючи на те, що чемпіонат команда завершила в середині таблиці. Нельсон згодом переїхав до сусіднього «Белененсеша». Він отримав травму на тренуванні в грудні 2009 року і більше вже не виходив на поле. У віці близько 35 років вирішив завершив кар'єру. У наступному році він повернувся в «Спортінг» як тренер воротарів.

## Виступи за збірну
Нелсон зіграв усі свої три матчі за збірну Португалії в 2002 році. Він був обраний як третій воротар для участі в чемпіонаті світу 2002 року в Японії і Південній Кореї, але з тих пір в збірну не викликався.

## Досягнення
- Прімейра-Ліга
  -  Чемпіон (2): 1999–00, 2001–02

- Кубок Португалії
  -  Володар (1): 2001–02

- Суперкубок Португалії
  -  Володар (2): 2000, 2002

- Кубок Іберії
  -  Володар (1): 2000

- Чемпіон Європи (U-16): 1989